# Juan Bautista Bustos
Juan Bautista Bustos (Santa María de Punilla, 29 agosto 1779 – Santa Fe, 18 settembre 1830) è stato un militare e politico argentino. Partecipò alla guerra d'indipendenza argentina e fu in seguito tra i protagonisti della prima fase delle guerre civili argentine nelle file dei federales. Fu governatore della provincia di Córdoba dal 1820 al 1829, quando lasciò l'incarico poco prima della battaglia di San Roque, nella quale fu sconfitto da José María Paz. Morì l'anno successivo a Santa Fe, dove si era rifugiato sotto la protezione del governatore Estanislao López.

## Biografia
Nato nel 1779 nella valle del Punilla, nei pressi di Córdoba, Juan Bautista Bustos si trasferì nel 1805 a Buenos Aires, dove curò gli affari della famiglia, attiva nel commercio del cuoio. Tra il 1805 e il 1806 partecipò alla difesa di Buenos Aires e di Montevideo durante le invasioni britanniche; aderì in seguito alla rivoluzione e combatté i realisti spagnoli dai ranghi delle milizie patriottiche.
Asceso al grado di colonnello, Bustos fu posto al comando del 2º Reggimento di fanteria degli indipendentisti, ricevendo da Manuel Belgrano l'incarico di soffocare una rivolta scoppiata a Santiago del Estero. Dopo aver partecipato ad alcune azioni contro i realisti in Alto Perù, a Bustos fu ordinato dal Direttorio di marciare contro Santa Fe, sollevata dal caudillo federale Estanislao López, venendo sconfitto al Fraile Muerto; i due contendenti si scontrarono ancora successivamente nella battaglia di La Herradura, che si concluse senza un vincitore certo.
Tornato a combattere nell'Alto Perù sotto il comando di Francisco Fernández de la Cruz, sostituto di Belgrano, fu il protagonista dell'ammutinamento che impedì all'esercito nazionale di soccorrere il Direttorio, al quale si erano ribellati i caudillos López e Ramírez; privo del suo esercito, il governo direttoriale cadde un mese dopo in seguito alla battaglia di Cepeda.
Con l'appoggio dei resti dell'esercito nazionale Bustos riuscì ad occupare nel 1820 il governo della provincia di Córdoba; l'anno seguente si alleò con López nella guerra contro Ramírez e Carrera. Negli anni successivi fu uno dei principali oppositori del progetto centralista di Bernardino Rivadavia, contribuendo alla dissoluzione dell'Assemblea e dello stesso governo nazionale.
L'invasione portata dal generale unitario José María Paz lo costrinse a cedere il suo incarico nel tentativo di guadagnare tempo e ricevere rinforzi da Juan Facundo Quiroga; nonostante ciò, Bustos fu sconfitto il 22 aprile 1829 nella battaglia di San Roque. Riparato a La Rioja sotto la protezione di Quiroga, partecipò alla battaglia della Tablada, che si concluse con una nuova sconfitta federale. Rifugiatosi a Santa Fe sotto la protezione di López, morì qui l'anno seguente all'età di 51 anni.

## Traslazione dei suoi resti
Il 27 maggio 2011 furono esumati i suoi resti nella chiesa di Santo Domingo a Santa Fe e, nonostante non vi fosse la certezza che si trattasse proprio delle ossa di Bustos, il 7 novembre 2011 esse furono traslate a Córdoba e deposte con onore nella cattedrale della città.